# Lewisia
Lewisia es un género de plantas con flores de la familia Montiaceae. Comprende 74 especies descritas y de estas, solo 17 aceptadas.

## Taxonomía
El género fue descrito por Frederick Traugott Pursh y publicado en Flora Americae Septentrionalis; or, . . . 2: 368. 1814[1813]. La especie tipo es: Lewisia rediviva Pursh
Etimología
Lewisia: nombre genérico que fue nombrado en honor de Meriwether Lewis.

## Especies aceptadas
A continuación se brinda un listado de las especies del género Lewisia aceptadas hasta marzo de 2015, ordenadas alfabéticamente. Para cada una se indica el nombre binomial seguido del autor, abreviado según las convenciones y usos.	
- Lewisia brachycalyx Engelm. ex A.Gray: EE. UU. (California, Arizona, Utah), México (Baja California)
- Lewisia cantelovii J.T.Howell: Estados Unidos (California, Nevada)
  - Lewisia cantelovii var. cantelovii: USA (California, Nevada)
  - Lewisia cantelovii var. serrata (Heckard & Stebbins) Hogan & Hershk.: (California)
- Lewisia columbiana (J.T.Howell ex A.Gray) B.L.Rob.
  - Lewisia columbiana var. columbiana: Canadá (British Columbia),  (Washington, Oregón)
  - Lewisia columbiana var. rupicola (English) C.L.Hitchc.: Canadá (British Columbia),  (Washington, Oregon)
  - Lewisia columbiana var. wallowensis C.L.Hitchc.:  (Idaho, Montana, Oregon)
- Lewisia congdonii (Rydb.) S.Clay:  (California)

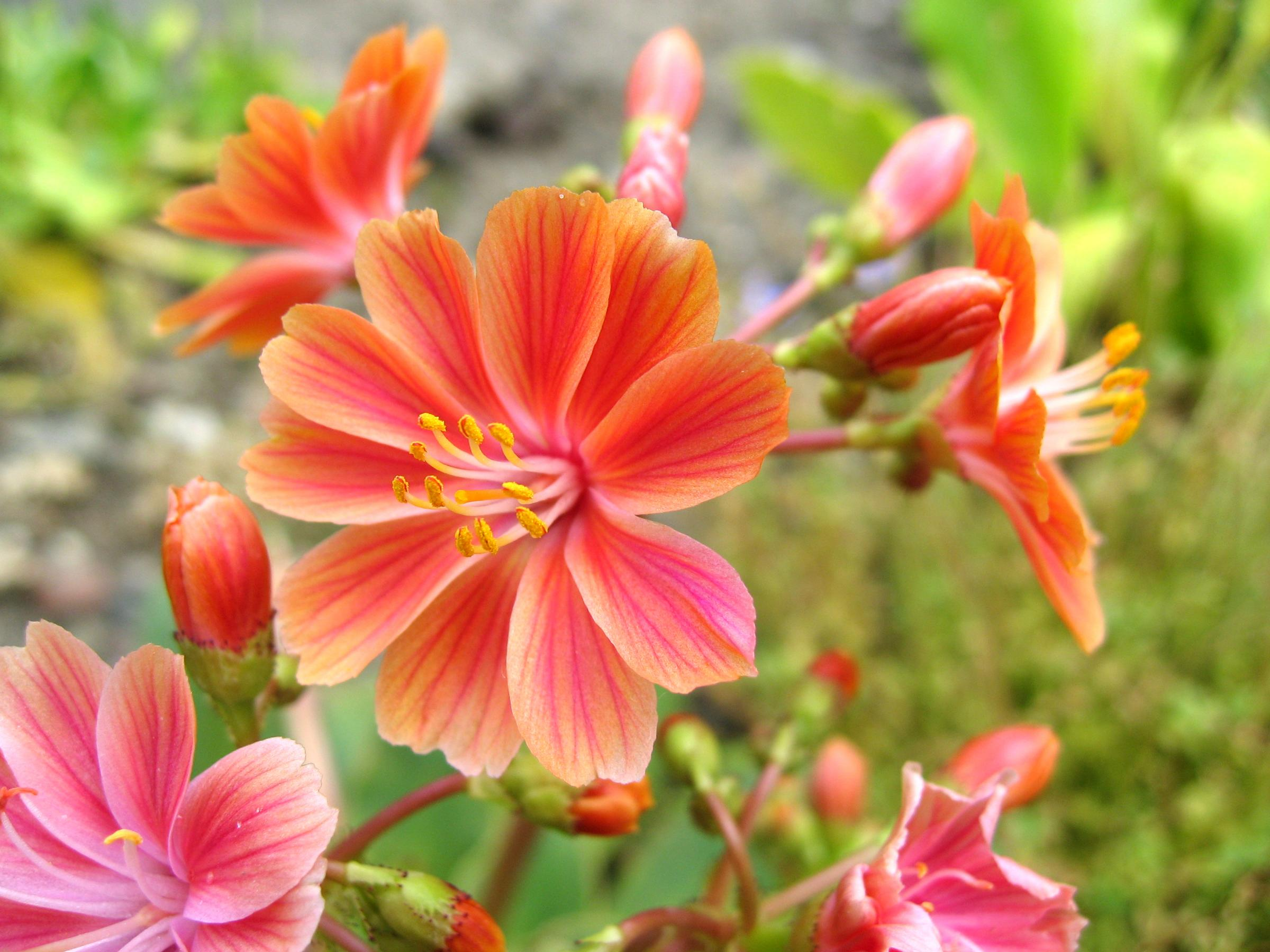
Lewisia cotyledon

- Lewisia cotyledon (S.Watson) B.L.Rob.
  - Lewisia cotyledon var. cotyledon:  (Oregon, California)
  - Lewisia cotyledon var. heckneri (C.V.Morton) Munz: (California)
  - Lewisia cotyledon var. howellii (S.Watson) Jeps.:  (Oregon, California)
- Lewisia disepala Rydb.: (California)
- Lewisia kelloggii K.Brandegee
  - Lewisia kelloggii var. hutchinsonii Dempster: (California)
  - Lewisia kelloggii var. kelloggii: (California, Idaho)
- Lewisia leeana (Porter) B.L.Rob.: (California, Oregon)
- Lewisia longipetala (Piper) S.Clay: (California)
- Lewisia maguirei A.H.Holmgren: (Nevada)
- Lewisia nevadensis (A.Gray) B.L.Rob.: (Washington, Oregon, California, Nevada, Utah, Colorado, Nuevo México)
- Lewisia oppositifolia (S.Watson) B.L.Rob.: (Oregon, California)
- Lewisia pygmaea (A.Gray) B.L.Rob.: Canadá (Yukon Territory, British-Columbia), (Alaska, Washington, Oregon, Idaho,  Nevada, Utah, Colorado, California, Arizona)

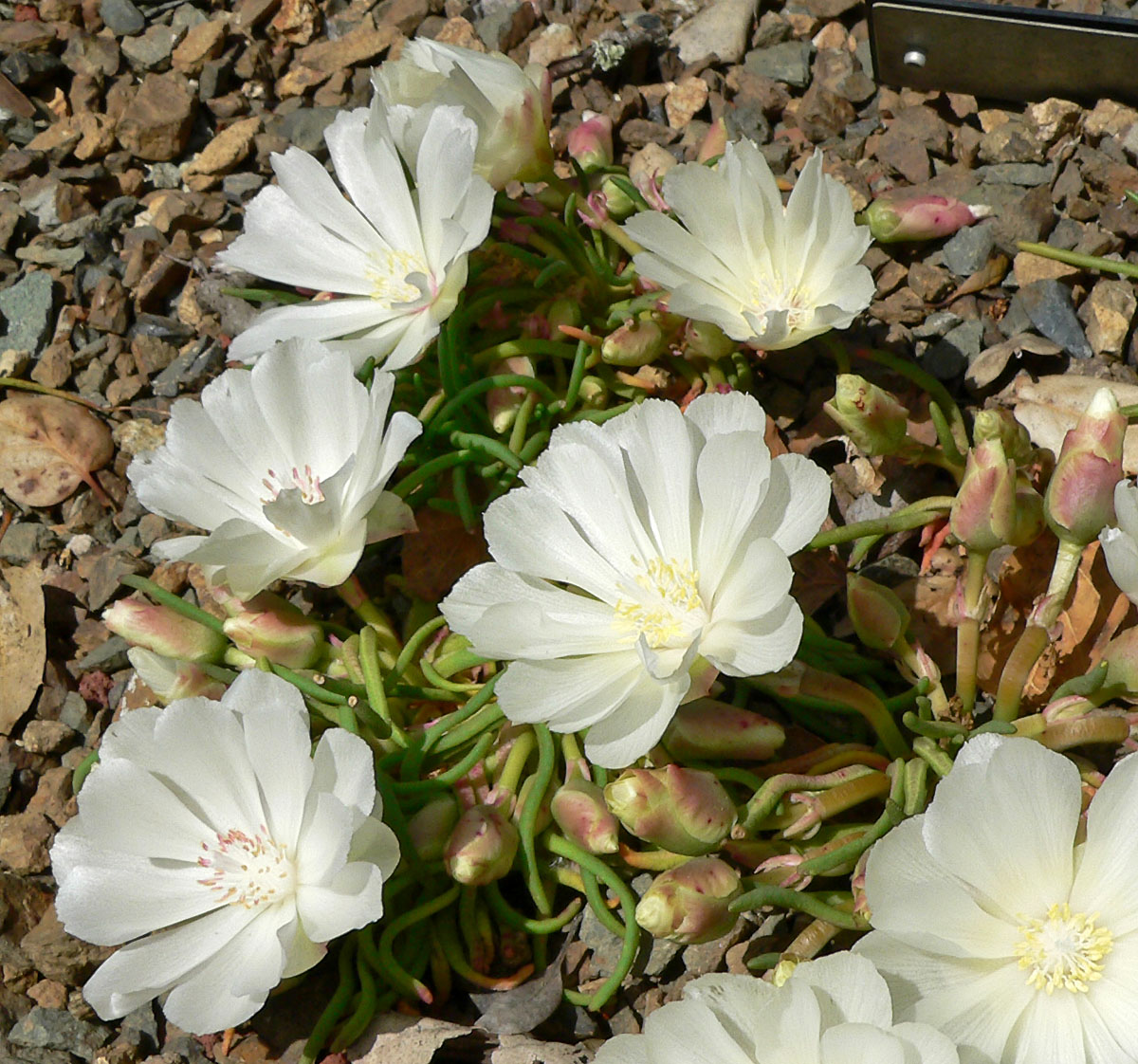
Lewisia rediviva

- Lewisia rediviva Pursh (Bitterroot; flor de Montana)
  - Lewisia rediviva var. minor (Rydb.) Munz:  (California, Nevada, Utah)
  - Lewisia rediviva var. rediviva: Canadá (British-Columbia),  (Montana, Washington, Oregon, Idaho, Wyoming, Nevada, Utah, Colorado, California, Arizona)
- Lewisia sacajaweana B.L.Wilson: USA (Idaho)
- Lewisia stebbinsii Gankin & W.R.Hildreth: USA (California)
- Lewisia triphylla (S.Watson) B.L.Rob.: Canadá (British-Kolumbia), (Washington, Oregon, Idaho, Wyoming, Nevada, Utah, Colorado, California, Arizona)